# エレクトローラ

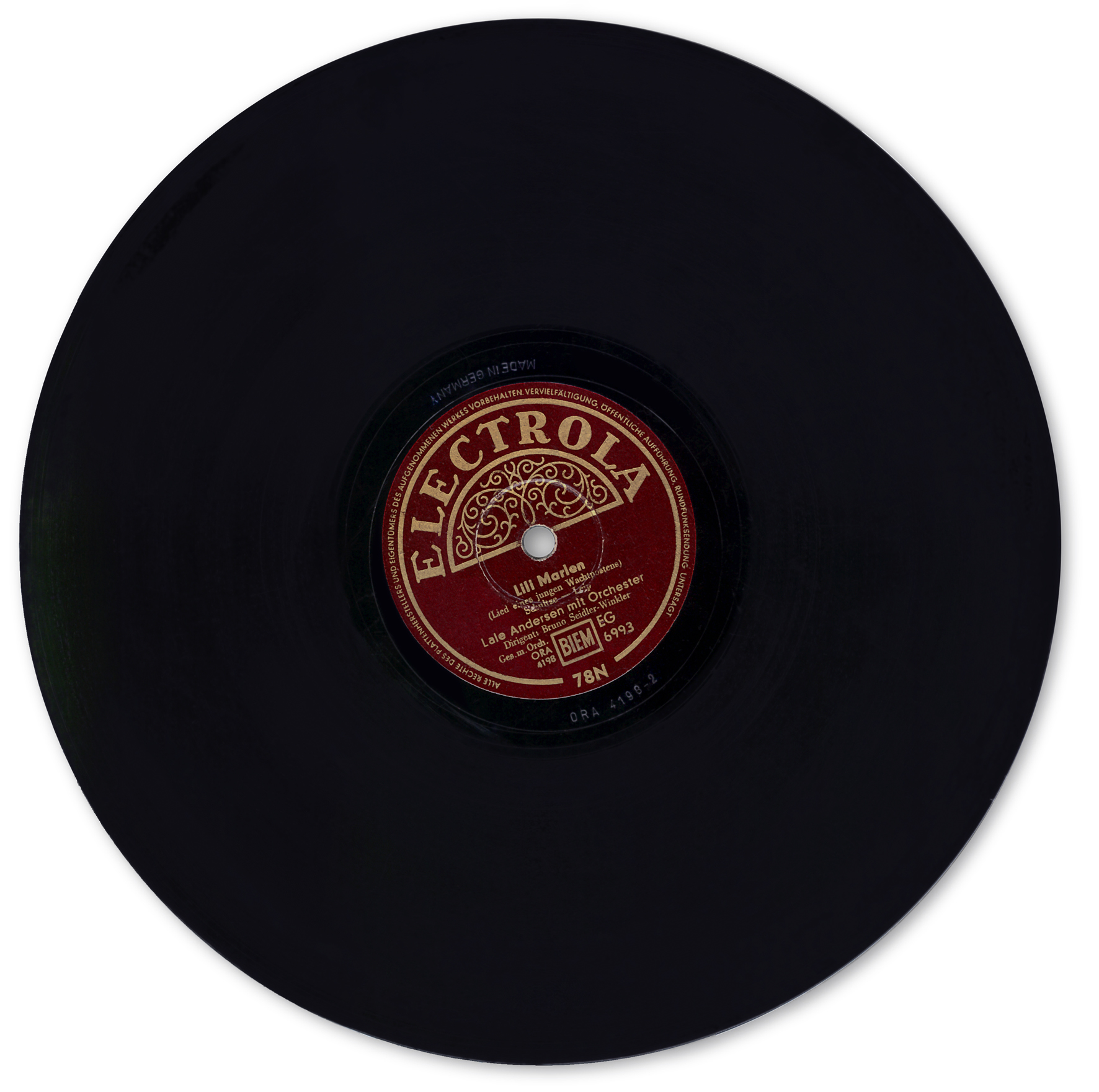
1930年代のレーベル面(ララ・アンデルセンの「リリー・マルレーン」、1939年)

エレクトローラ（Electrola）は、ドイツのレコードレーベル。

## 沿革
1925年に、ベルリンで英グラモフォンにより設立される。
1931年、親会社の英グラモフォンと英コロムビアが合併し、英EMIとなったため、英コロムビアの子会社「カール・リンドストレーム社」と合併し、「リンドストレーム・エレクトローラ」となった。
第二次世界大戦後には、ドイツ降伏の条件の一つとして、ドイツ・グラモフォンが持っていた商標「His Master's Voice（HMV）」を英EMIが没収し、ドイツにおいてはエレクトローラが使用することとなった。
2002年、ヴァージン・レコードのドイツ法人と合併し、EMI Music Germanyとなった。
2013年のEMI・パーロフォングループの分割に際しても「エレクトローラ」の商標はユニバーサル・ミュージック・グループに残され、ホルスト・ヤンコフスキー等のドイツ制作の旧ポリグラム音源を管理するセクションとして存続している。